# Holy Brother Cycling Team
Das Holy Brother Cycling Team ist ein chinesisches Radsportteam mit Sitz in Zhengzhou.
Die Mannschaft wurde 2010 gegründet und nimmt als Continental Team an den UCI Continental Circuits teil. Manager ist Ma Quanjun, der von den Sportlichen Leitern Wang Ge, Li Jian, Li Wenmao und Zhang Yunpeng unterstützt wird.

## Platzierungen in UCI-Ranglisten
UCI Asia Tour
| Saison    | Mannschaftswertung | Fahrerwertung      |
| --------- | ------------------ | ------------------ |
| 2010      | -                  | -                  |
| 2011      | 57.                | Zhao Yiming (240.) |
| 2012      | -                  | -                  |
| 2013      | 53.                | Zhao Yiming (166.) |
| 2014-2016 | -                  | -                  |